# 1941–1942-es magyar labdarúgókupa
Az 1941–1942-es magyar kupa a sorozat 19. kiírása volt, melyen a Ferencvárosi FC csapata 7. alkalommal diadalmaskodott.

## Döntő
| 1942. június 29. 17:30 |

| Ferencvárosi FC                                        | 6–2               | Diósgyőri MÁVAG SC      |
| ------------------------------------------------------ | ----------------- | ----------------------- |
| Kiszely 5' Jakab 8' 81' Lukács 65' Kiss 75' Füstös 84' | (2–0) Jegyzőkönyv | Turbéky 51' Fazekas 60' |

| MOVE-pálya, Budapest Nézőszám: 18 000 Játékvezető: Égner Kálmán (magyar) |

## Külső hivatkozások
- 1941–1942-es magyar labdarúgókupa. magyarfutball.hu
- 1941–1942-es magyar labdarúgókupa a Nemzeti Labdarúgó Archívum honlapján. nela.hu. [2018. április 21-i dátummal az eredetiből archiválva]. (Hozzáférés: 2018. április 21.)